# Liste des anciennes communes de la Drôme
Cette page a pour objectif de retracer toutes les modifications communales dans le département de la Drôme : les anciennes communes qui ont existé depuis la Révolution française, ainsi que les créations, les modifications officielles de nom, ainsi que les échanges de territoires entre communes.
Comme dans tout le Sud-est du pays, le département de la Drôme compte aujourd'hui un nombre de communes sensiblement identique à celui qu'il était 200 ans plus tôt. En 1800, on dénombre 362 municipalités. Très vite, on regroupe celles d'entre elles qui sont les moins peuplées. Mais dès les années 1830, on assiste à des demandes de créations qui vont se prolonger jusque dans les années 1880. À rebours du mouvement national, on assiste même à des créations jusque dans les années 1950. Le nombre maximum est alors atteint : en 1960, le département compte 382 communes. La loi Marcellin dans les années 1970, puis la loi NOTRe en 2010 n'ont eu qu'un timide succès ici, y compris dans la Drôme montagneuse (Diois, Vercors, Baronnies) pourtant fortement dépeuplée. Aujourd'hui (au 1er janvier 2025), on trouve 362 communes dans le département de la Drôme.

## Fusions
| Nom de la nouvelle commune   | Communes réunies                      | Régime                                               | Date (et nature) de la décision                    | Date d'effet                                    |
| ---------------------------- | ------------------------------------- | ---------------------------------------------------- | -------------------------------------------------- | ----------------------------------------------- |
| Saillans                     | Saillans                              | commune nouvelle (SANS communes déléguées)           | 10 décembre 2024 (Arrêté),                         | 1er janvier 2025                                |
| Saillans                     | Véronne                               | commune nouvelle (SANS communes déléguées)           | 10 décembre 2024 (Arrêté),                         | 1er janvier 2025                                |
| Saint-Jean-de-Galaure        | La Motte-de-Galaure                   | commune nouvelle (avec communes déléguées)           | 19 octobre 2021 (Arrêté) 19 novembre 2021 (Arrêté) | 1er janvier 2022                                |
| Saint-Jean-de-Galaure        | Mureils                               | commune nouvelle (avec communes déléguées)           | 19 octobre 2021 (Arrêté) 19 novembre 2021 (Arrêté) | 1er janvier 2022                                |
| Châtillon-en-Diois           | Châtillon-en-Diois                    | commune nouvelle (avec communes déléguées)           | 21 novembre 2018 (Arrêté)                          | 1er janvier 2019                                |
| Châtillon-en-Diois           | Treschenu-Creyers                     | commune nouvelle (avec communes déléguées)           | 21 novembre 2018 (Arrêté)                          | 1er janvier 2019                                |
| Valherbasse                  | Montrigaud                            | commune nouvelle (avec communes déléguées)           | 28 septembre 2018 (Arrêté)                         | 1er janvier 2019                                |
| Valherbasse                  | Miribel                               | commune nouvelle (avec communes déléguées)           | 28 septembre 2018 (Arrêté)                         | 1er janvier 2019                                |
| Valherbasse                  | Saint-Bonnet-de-Valclérieux           | commune nouvelle (avec communes déléguées)           | 28 septembre 2018 (Arrêté)                         | 1er janvier 2019                                |
| Solaure-en-Diois             | Aix-en-Diois                          | commune nouvelle (avec communes déléguées)           | 18 décembre 2015 (Arrêté)                          | 1er janvier 2016                                |
| Solaure-en-Diois             | Molières-Glandaz                      | commune nouvelle (avec communes déléguées)           | 18 décembre 2015 (Arrêté)                          | 1er janvier 2016                                |
| Mercurol-Veaunes             | Mercurol                              | commune nouvelle (avec 1 commune déléguée : Veaunes) | 26 novembre 2015 (Arrêté)                          | 1er janvier 2016                                |
| Mercurol-Veaunes             | Veaunes                               | commune nouvelle (avec 1 commune déléguée : Veaunes) | 26 novembre 2015 (Arrêté)                          | 1er janvier 2016                                |
| Chauvac-Laux-Montaux         | Chauvac                               | fusion simple                                        | 18 décembre 2001 (Arrêté)                          | 1er janvier 2002                                |
| Chauvac-Laux-Montaux         | Laux-Montaux                          | fusion simple                                        | 18 décembre 2001 (Arrêté)                          | 1er janvier 2002                                |
| La Répara-Auriples           | La Répara                             | fusion simple                                        | 27 janvier 1992 (Arrêté)                           | 1er mai 1992                                    |
| La Répara-Auriples           | Auriples                              | fusion simple                                        | 27 janvier 1992 (Arrêté)                           | 1er mai 1992                                    |
| Recoubeau-Jansac             | Recoubeau                             | fusion simple                                        | 30 décembre 1975 (Arrêté)                          | 1er janvier 1976                                |
| Recoubeau-Jansac             | Jansac                                | fusion simple                                        | 30 décembre 1975 (Arrêté)                          | 1er janvier 1976                                |
| Boulc                        | Boulc-Bonneval                        | fusion simple                                        | 27 décembre 1974 (Arrêté)                          | 1er janvier 1975                                |
| Boulc                        | Ravel-et-Ferriers                     | fusion simple                                        | 27 décembre 1974 (Arrêté)                          | 1er janvier 1975                                |
| Boulc-Bonneval               | Boulc                                 | fusion simple                                        | 27 décembre 1973 (Arrêté)                          | 1er janvier 1974                                |
| Boulc-Bonneval               | Bonneval-en-Diois                     | fusion simple                                        | 27 décembre 1973 (Arrêté)                          | 1er janvier 1974                                |
| Val-Maravel                  | Fourcinet                             | fusion simple                                        | 22 juin 1972 (Arrêté)                              | 1er août 1972                                   |
| Val-Maravel                  | Le Pilhon                             | fusion simple                                        | 22 juin 1972 (Arrêté)                              | 1er août 1972                                   |
| Val-Maravel                  | La Bâtie-Crémezin                     | fusion simple                                        | 22 juin 1972 (Arrêté)                              | 1er août 1972                                   |
| Treschenu-Creyers            | Treschenu                             | fusion simple                                        | 4 mai 1972 (Arrêté)                                | 1er juillet 1972                                |
| Treschenu-Creyers            | Creyers                               | fusion simple                                        | 4 mai 1972 (Arrêté)                                | 1er juillet 1972                                |
| Vaunaveys-la-Rochette        | Vaunaveys                             | fusion simple                                        | 27 avril 1972 (Arrêté)                             | 1er juin 1972                                   |
| Vaunaveys-la-Rochette        | La Rochette-sur-Crest                 | fusion simple                                        | 27 avril 1972 (Arrêté)                             | 1er juin 1972                                   |
| Roche-Saint-Secret-Béconne   | Roche-Saint-Secret                    | fusion simple                                        | 31 mars 1972 (Arrêté)                              | 1er janvier 1973                                |
| Roche-Saint-Secret-Béconne   | Béconne                               | fusion simple                                        | 31 mars 1972 (Arrêté)                              | 1er janvier 1973                                |
| Eygluy-Escoulin              | Eygluy                                | fusion                                               | 17 mai 1971 (Arrêté),                              | 1er juin 1971                                   |
| Eygluy-Escoulin              | L'Escoulin                            | fusion                                               | 17 mai 1971 (Arrêté),                              | 1er juin 1971                                   |
| Montferrand-la-Fare          | Montferrand                           | fusion                                               | 21 octobre 1970 (Arrêté)                           | 1er novembre 1970                               |
| Montferrand-la-Fare          | La Fare                               | fusion                                               | 21 octobre 1970 (Arrêté)                           | 1er novembre 1970                               |
| Saint-Nazaire-le-Désert      | Saint-Nazaire-le-Désert               | fusion                                               | 23 mai 1966 (Arrêté)                               | 5 septembre 1966                                |
| Saint-Nazaire-le-Désert      | Petit-Paris                           | fusion                                               | 23 mai 1966 (Arrêté)                               | 5 septembre 1966                                |
| Bénivay-Ollon                | Bénivay                               | fusion                                               | 28 avril 1908 (Délibération du Conseil général)    | 28 avril 1908 (Délibération du Conseil général) |
| Bénivay-Ollon                | Ollon                                 | fusion                                               | 28 avril 1908 (Délibération du Conseil général)    | 28 avril 1908 (Délibération du Conseil général) |
| Châteaudouble                | Châteaudouble                         | fusion                                               | 4 août 1846 (Ordonnance)                           | 4 août 1846 (Ordonnance)                        |
| Châteaudouble                | La Baume-sur-Véore                    | fusion                                               | 4 août 1846 (Ordonnance)                           | 4 août 1846 (Ordonnance)                        |
| Beausemblant                 | Beausemblant                          | fusion                                               | 11 décembre 1842 (Ordonnance)                      | 11 décembre 1842 (Ordonnance)                   |
| Beausemblant                 | Le Molard-Bouchard                    | fusion                                               | 11 décembre 1842 (Ordonnance)                      | 11 décembre 1842 (Ordonnance)                   |
| Beauregard                   | Beauregard                            | fusion                                               | 1805                                               | 1805                                            |
| Beauregard                   | Crispalot                             | fusion                                               | 1805                                               | 1805                                            |
| Beauregard                   | Jaillans (commune rétablie en 1950)   | fusion                                               | 1805                                               | 1805                                            |
| Rimon-et-Savel               | Rimon                                 | fusion                                               | 1805                                               | 1805                                            |
| Rimon-et-Savel               | Savel                                 | fusion                                               | 1805                                               | 1805                                            |
| La Bâtie-Crémezin            | La Bâtie                              | fusion                                               | 1795-1800                                          | 1795-1800                                       |
| La Bâtie-Crémezin            | Crémezin                              | fusion                                               | 1795-1800                                          | 1795-1800                                       |
| Le Chaffal                   | Le Chaffal                            | fusion                                               | 1795-1800                                          | 1795-1800                                       |
| Le Chaffal                   | La Vacherie                           | fusion                                               | 1795-1800                                          | 1795-1800                                       |
| Montaulieu                   | Montaulieu                            | fusion                                               | 1795-1800                                          | 1795-1800                                       |
| Montaulieu                   | La Bâtie-Côte-Chaude                  | fusion                                               | 1795-1800                                          | 1795-1800                                       |
| Saint-Sauveur                | Saint-Sauveur                         | fusion                                               | 1795-1800                                          | 1795-1800                                       |
| Saint-Sauveur                | La Bâtie-Verdun                       | fusion                                               | 1795-1800                                          | 1795-1800                                       |
| Saint-Sauveur                | Gouvernet                             | fusion                                               | 1795-1800                                          | 1795-1800                                       |
| Vercoiran                    | Vercoiran                             | fusion                                               | 1795-1800                                          | 1795-1800                                       |
| Vercoiran                    | Autane                                | fusion                                               | 1795-1800                                          | 1795-1800                                       |
| Arthémonay                   | Arthémonay                            | fusion                                               | 1790-1794                                          | 1790-1794                                       |
| Arthémonay                   | Reculais                              | fusion                                               | 1790-1794                                          | 1790-1794                                       |
| Barbières                    | Barbières                             | fusion                                               | 1790-1794                                          | 1790-1794                                       |
| Barbières                    | Fiancayes                             | fusion                                               | 1790-1794                                          | 1790-1794                                       |
| Beauregard                   | Beauregard                            | fusion                                               | 1790-1794                                          | 1790-1794                                       |
| Beauregard                   | Meymans                               | fusion                                               | 1790-1794                                          | 1790-1794                                       |
| Bouchet                      | Bouchet                               | fusion                                               | 1790-1794                                          | 1790-1794                                       |
| Bouchet                      | Barberas                              | fusion                                               | 1790-1794                                          | 1790-1794                                       |
| Bouvières                    | Bouvières                             | fusion                                               | 1790-1794                                          | 1790-1794                                       |
| Bouvières                    | Guisans                               | fusion                                               | 1790-1794                                          | 1790-1794                                       |
| Charpey                      | Charpey                               | fusion                                               | 1790-1794                                          | 1790-1794                                       |
| Charpey                      | Saint-Didier                          | fusion                                               | 1790-1794                                          | 1790-1794                                       |
| Chastel-Arnaud               | Chastel-Arnaud                        | fusion                                               | 1790-1794                                          | 1790-1794                                       |
| Chastel-Arnaud               | Saint-Moirans                         | fusion                                               | 1790-1794                                          | 1790-1794                                       |
| Divajeu                      | Divajeu                               | fusion                                               | 1790-1794                                          | 1790-1794                                       |
| Divajeu                      | Lambres                               | fusion                                               | 1790-1794                                          | 1790-1794                                       |
| La Laupie                    | La Laupie                             | fusion                                               | 1790-1794                                          | 1790-1794                                       |
| La Laupie                    | Saint-Genis                           | fusion                                               | 1790-1794                                          | 1790-1794                                       |
| Montclar                     | Montclar (canton de Crest)            | fusion                                               | 1790-1794                                          | 1790-1794                                       |
| Montclar                     | Vaugelas                              | fusion                                               | 1790-1794                                          | 1790-1794                                       |
| Omblèze                      | Omblèze                               | fusion                                               | 1790-1794                                          | 1790-1794                                       |
| Omblèze                      | Ansage                                | fusion                                               | 1790-1794                                          | 1790-1794                                       |
| Petit-Paris                  | Petit-Paris                           | fusion                                               | 1790-1794                                          | 1790-1794                                       |
| Petit-Paris                  | Le Merlet                             | fusion                                               | 1790-1794                                          | 1790-1794                                       |
| Pradelle                     | Pradelle                              | fusion                                               | 1790-1794                                          | 1790-1794                                       |
| Pradelle                     | Les Gleyzolles                        | fusion                                               | 1790-1794                                          | 1790-1794                                       |
| Roche-Saint-Secret           | Roche-Saint-Secret                    | fusion                                               | 1790-1794                                          | 1790-1794                                       |
| Roche-Saint-Secret           | Alençon                               | fusion                                               | 1790-1794                                          | 1790-1794                                       |
| Roche-Saint-Secret           | Blacons                               | fusion                                               | 1790-1794                                          | 1790-1794                                       |
| Roche-Saint-Secret           | La Buisse                             | fusion                                               | 1790-1794                                          | 1790-1794                                       |
| Rochefort-Samson             | Rochefort-Samson                      | fusion                                               | 1790-1794                                          | 1790-1794                                       |
| Rochefort-Samson             | Saint-Mamans                          | fusion                                               | 1790-1794                                          | 1790-1794                                       |
| Saint-Agnan-en-Vercors       | Saint-Agnan-en-Vercors                | fusion                                               | 1790-1794                                          | 1790-1794                                       |
| Saint-Agnan-en-Vercors       | Rousset (canton de La Chapelle-en-V.) | fusion                                               | 1790-1794                                          | 1790-1794                                       |
| Saint-Andéol                 | Saint-Andéol                          | fusion                                               | 1790-1794                                          | 1790-1794                                       |
| Saint-Andéol                 | Saint-Étienne-en-Quint                | fusion                                               | 1790-1794                                          | 1790-1794                                       |
| Saint-Christophe-et-le-Laris | Saint-Christophe-des-Bois             | fusion                                               | 1790-1794                                          | 1790-1794                                       |
| Saint-Christophe-et-le-Laris | Le Laris                              | fusion                                               | 1790-1794                                          | 1790-1794                                       |
| Saint-Laurent-en-Royans      | Saint-Laurent-en-Royans               | fusion                                               | 1790-1794                                          | 1790-1794                                       |
| Saint-Laurent-en-Royans      | Laval                                 | fusion                                               | 1790-1794                                          | 1790-1794                                       |
| Saou                         | Saou                                  | fusion                                               | 1790-1794                                          | 1790-1794                                       |
| Saou                         | Cellas                                | fusion                                               | 1790-1794                                          | 1790-1794                                       |
| Teyssières                   | Teyssières                            | fusion                                               | 1790-1794                                          | 1790-1794                                       |
| Teyssières                   | Audifret                              | fusion                                               | 1790-1794                                          | 1790-1794                                       |
| Venterol                     | Venterol                              | fusion                                               | 1790-1794                                          | 1790-1794                                       |
| Venterol                     | Noveysan                              | fusion                                               | 1790-1794                                          | 1790-1794                                       |
| Vesc                         | Vesc                                  | fusion                                               | 1790-1794                                          | 1790-1794                                       |
| Vesc                         | Penne-sur-Vesc                        | fusion                                               | 1790-1794                                          | 1790-1794                                       |
| Villeperdrix                 | Villeperdrix                          | fusion                                               | 1790-1794                                          | 1790-1794                                       |
| Villeperdrix                 | Léoux                                 | fusion                                               | 1790-1794                                          | 1790-1794                                       |

## Créations et rétablissements
| Nom de la commune créée      | Commune affectée      | Mode de création                           | Date (et nature) de la décision | Date d'effet              |
| ---------------------------- | --------------------- | ------------------------------------------ | ------------------------------- | ------------------------- |
| Saint-Vincent-la-Commanderie | Charpey               | démembrement                               | 19 novembre 1954 (Arrêté)       | 18 décembre 1954          |
| Jaillans                     | Beauregard-Baret      | démembrement (rétablissement)              | 11 janvier 1950 (Arrêté)        | 19 février 1950           |
| Gervans                      | Érôme                 | démembrement                               | 24 mai 1948 (Arrêté)            | 24 juin 1948              |
| Granges-les-Beaumont         | Beaumont-Monteux      | démembrement                               | 5 septembre 1946 (Arrêté)       | 1er octobre 1946          |
| Portes-lès-Valence           | Fiancey               | démembrement et suppression (de Fiancey)   | 3 avril 1908 (Décret)           | 3 avril 1908 (Décret)     |
| Portes-lès-Valence           | Étoile                | démembrement et suppression (de Fiancey)   | 3 avril 1908 (Décret)           | 3 avril 1908 (Décret)     |
| Portes-lès-Valence           | Valence               | démembrement et suppression (de Fiancey)   | 3 avril 1908 (Décret)           | 3 avril 1908 (Décret)     |
| Saint-Bardoux                | Clérieux              | démembrement                               | 19 juillet 1886 (Loi)           | 19 juillet 1886 (Loi)     |
| Saint-Michel                 | Montmiral             | démembrement                               | 16 avril 1884 (Loi)             | 16 avril 1884 (Loi)       |
| Manthes                      | Lens-Lestang          | démembrement                               | 16 avril 1884 (Loi)             | 16 avril 1884 (Loi)       |
| Manthes                      | Moras                 | démembrement                               | 16 avril 1884 (Loi)             | 16 avril 1884 (Loi)       |
| Mours                        | Peyrins               | démembrement                               | 12 avril 1880 (Loi)             | 12 avril 1880 (Loi)       |
| Saint-Sorlin                 | Moras                 | démembrement                               | 7 avril 1880 (Décret)           | 7 avril 1880 (Décret)     |
| Tersanne                     | Hauterives            | démembrement                               | 16 juillet 1878 (Décret)        | 16 juillet 1878 (Décret)  |
| Épinouze                     | Moras                 | démembrement                               | 11 juin 1878 (Décret)           | 11 juin 1878 (Décret)     |
| Bésayes                      | Charpey               | démembrement                               | 11 juillet 1873 (Loi)           | 11 juillet 1873 (Loi)     |
| Génissieux                   | Peyrins               | démembrement                               | 26 juin 1873 (Loi)              | 26 juin 1873 (Loi)        |
| Andancette                   | Albon                 | démembrement                               | 16 septembre 1872 (Loi)         | 16 septembre 1872 (Loi)   |
| Saint-Avit                   | Ratières              | démembrement                               | 15 novembre 1869 (Loi)          | 15 novembre 1869 (Loi)    |
| Malissard                    | Chabeuil              | démembrement                               | 27 juillet 1867 (Loi)           | 27 juillet 1867 (Loi)     |
| Pont-de-l'Isère              | La Roche-de-Glun      | démembrement                               | 13 juin 1866 (Loi)              | 13 juin 1866 (Loi)        |
| Saulce                       | Mirmande              | démembrement                               | 14 juillet 1860 (Loi)           | 14 juillet 1860 (Loi)     |
| Lapeyrouse-Mornay            | Lens-Lestang          | démembrement                               | 19 février 1855 (Loi)           | 19 février 1855 (Loi)     |
| Lapeyrouse-Mornay            | Moras                 | démembrement                               | 19 février 1855 (Loi)           | 19 février 1855 (Loi)     |
| Le Chalon                    | Arthémonay            | démembrement                               | 29 juin 1854 (Loi)              | 29 juin 1854 (Loi)        |
| Le Chalon                    | Crépol                | démembrement                               | 29 juin 1854 (Loi)              | 29 juin 1854 (Loi)        |
| Le Chalon                    | Geyssans              | démembrement                               | 29 juin 1854 (Loi)              | 29 juin 1854 (Loi)        |
| Le Chalon                    | Montmiral             | démembrement                               | 29 juin 1854 (Loi)              | 29 juin 1854 (Loi)        |
| Léoncel                      | Le Chaffal            | démembrement                               | 20 avril 1854 (Loi)             | 20 avril 1854 (Loi)       |
| Léoncel                      | Châteaudouble         | démembrement                               | 20 avril 1854 (Loi)             | 20 avril 1854 (Loi)       |
| Léoncel                      | Oriol-en-Royans       | démembrement                               | 20 avril 1854 (Loi)             | 20 avril 1854 (Loi)       |
| Saint-Marcel-lès-Valence     | Alixan                | démembrement                               | 1er juillet 1850 (Loi)          | 1er juillet 1850 (Loi)    |
| Saint-Marcel-lès-Valence     | Bourg-lès-Valence     | démembrement                               | 1er juillet 1850 (Loi)          | 1er juillet 1850 (Loi)    |
| Saint-Marcel-lès-Valence     | Châteauneuf-d'Isère   | démembrement                               | 1er juillet 1850 (Loi)          | 1er juillet 1850 (Loi)    |
| Saint-Marcel-lès-Valence     | Valence               | démembrement                               | 1er juillet 1850 (Loi)          | 1er juillet 1850 (Loi)    |
| Francillon                   | Saou                  | démembrement                               | 19 juillet 1845 (Loi)           | 19 juillet 1845 (Loi)     |
| Serves                       | Érôme                 | démembrement                               | 12 juillet 1844 (Loi)           | 12 juillet 1844 (Loi)     |
| Montjoyer                    | Réauville             | démembrement                               | 11 juin 1842 (Ordonnance)       | 11 juin 1842 (Ordonnance) |
| Saint-Rambert-d'Albon        | Albon                 | démembrement                               | 20 mai 1839 (Ordonnance)        | 20 mai 1839 (Ordonnance)  |
| Anneyron                     | Albon                 | démembrement et suppression (de Mantaille) | 4 mai 1809                      | 4 mai 1809                |
| Anneyron                     | Mantaille             | démembrement et suppression (de Mantaille) | 4 mai 1809                      | 4 mai 1809                |
| Beauvoisin                   | Bénivay-et-Beauvoisin | démembrement et suppression                | 1800                            | 1800                      |
| Bénivay                      | Bénivay-et-Beauvoisin | démembrement et suppression                | 1800                            | 1800                      |
| Miribel                      | Onay                  | démembrement                               | 1800                            | 1800                      |
| Eymeux                       | Hostun-et-Eymeux      | démembrement et suppression                | 1794                            | 1794                      |
| Hostun                       | Hostun-et-Eymeux      | démembrement et suppression                | 1794                            | 1794                      |
| Laux-Montaux                 | Chauvac               | démembrement                               | 1794                            | 1794                      |
| Pradelle                     | Brette                | démembrement                               | 1794                            | 1794                      |
| Saint-Sauveur                | Chastel-Arnaud        | démembrement                               | 1794                            | 1794                      |

## Modifications de nom officiel
| Ancien nom                             | Nouveau nom                | Date (et nature) de la décision                                        |
| -------------------------------------- | -------------------------- | ---------------------------------------------------------------------- |
| Montbrison                             | Montbrison-sur-Lez         | 1er janvier 2004 (Date d'effet) Rectification d'une erreur par l'INSEE |
| Sainte-Eulalie                         | Sainte-Eulalie-en-Royans   | 5 janvier 1965 (Décret)                                                |
| Châteauneuf-d'Isère                    | Châteauneuf-sur-Isère      | 19 août 1961 (Décret)                                                  |
| Saint-Auban                            | Saint-Auban-sur-l'Ouvèze   | 17 décembre 1958 (Décret)                                              |
| Rousset                                | Rousset-les-Vignes         | 27 septembre 1958 (Décret)                                             |
| Mirabel                                | Mirabel-aux-Baronnies      | 28 juillet 1955 (Décret)                                               |
| Chantemerle                            | Chantemerle-lès-Grignan    | 15 mars 1955 (Décret)                                                  |
| Beaumont                               | Beaumont-en-Diois          | 9 février 1955 (Décret)                                                |
| Bonlieu                                | Bonlieu-sur-Roubion        | 8 décembre 1936 (Décret)                                               |
| Bonneval                               | Bonneval-en-Diois          | 8 décembre 1936 (Décret)                                               |
| Francillon                             | Francillon-sur-Roubion     | 8 décembre 1936 (Décret)                                               |
| Lesches                                | Lesches-en-Diois           | 8 décembre 1936 (Décret)                                               |
| Loriol                                 | Loriol-sur-Drôme           | 8 décembre 1936 (Décret)                                               |
| Mollans                                | Mollans-sur-Ouvèze         | 8 décembre 1936 (Décret)                                               |
| Montmaur                               | Montmaur-en-Diois          | 8 décembre 1936 (Décret)                                               |
| Moras                                  | Moras-en-Valloire          | 8 décembre 1936 (Décret)                                               |
| La Rochette                            | La Rochette-sur-Crest      | 8 décembre 1936 (Décret)                                               |
| Saint-Benoît                           | Saint-Benoît-en-Diois      | 8 décembre 1936 (Décret)                                               |
| Saint-Michel                           | Saint-Michel-sur-Savasse   | 8 décembre 1936 (Décret)                                               |
| Saint-Andéol-en-Quint                  | Saint-Andéol               | 1936 ?                                                                 |
| Serves                                 | Serves-sur-Rhône           | 15 août 1931 (Décret)                                                  |
| Félines                                | Félines-sur-Rimandoule     | 3 août 1928 (Décret)                                                   |
| Bellegarde                             | Bellegarde-en-Diois        | 12 décembre 1921 (Décret)                                              |
| Mours                                  | Mours-Saint-Eusèbe         | 22 mars 1921 (Décret)                                                  |
| Chantemerle                            | Chantemerle-les-Blés       | 30 décembre 1920 (Décret)                                              |
| Gigors                                 | Gigors-et-Lozeron          | 30 décembre 1920 (Décret)                                              |
| Portes                                 | Portes-en-Valdaine         | 30 décembre 1920 (Décret)                                              |
| Saint-Sauveur                          | Saint-Sauveur-en-Diois     | 30 décembre 1920 (Décret)                                              |
| Salles                                 | Salles-sous-Bois           | 30 décembre 1920 (Décret)                                              |
| Tain                                   | Tain-l'Hermitage           | 29 juillet 1920 (Décret)                                               |
| Aix                                    | Aix-en-Diois               | 14 mai 1920 (Décret),                                                  |
| Aouste                                 | Aouste-sur-Sye             | 14 mai 1920 (Décret),                                                  |
| Beauregard                             | Beauregard-Baret           | 14 mai 1920 (Décret),                                                  |
| Bellecombe                             | Bellecombe-Tarendol        | 14 mai 1920 (Décret),                                                  |
| Bézaudun                               | Bézaudun-sur-Bîne          | 14 mai 1920 (Décret),                                                  |
| Charmes                                | Charmes-sur-l'Herbasse     | 14 mai 1920 (Décret),                                                  |
| Châtillon                              | Châtillon-en-Diois         | 14 mai 1920 (Décret),                                                  |
| Cornillon                              | Cornillon-sur-l'Oule       | 14 mai 1920 (Décret),                                                  |
| Crozes                                 | Crozes-Hermitage           | 14 mai 1920 (Décret),                                                  |
| Le Cheylard                            | L'Escoulin                 | 14 mai 1920 (Décret),                                                  |
| Étoile                                 | Étoile-sur-Rhône           | 14 mai 1920 (Décret),                                                  |
| Fay                                    | Fay-le-Clos                | 14 mai 1920 (Décret),                                                  |
| Izon                                   | Izon-la-Bruisse            | 14 mai 1920 (Décret),                                                  |
| Livron                                 | Livron-sur-Drôme           | 14 mai 1920 (Décret),                                                  |
| Marignac                               | Marignac-en-Diois          | 14 mai 1920 (Décret),                                                  |
| Marsas                                 | Marsaz                     | 14 mai 1920 (Décret),                                                  |
| Mérindol                               | Mérindol-les-Oliviers      | 14 mai 1920 (Décret),                                                  |
| Molières                               | Molières-Glandaz           | 14 mai 1920 (Décret),                                                  |
| Montauban                              | Montauban-sur-l'Ouvèze     | 14 mai 1920 (Décret),                                                  |
| Montboucher                            | Montboucher-sur-Jabron     | 14 mai 1920 (Décret),                                                  |
| Montclar                               | Montclar-sur-Gervanne      | 14 mai 1920 (Décret),                                                  |
| Montlaur                               | Montlaur-en-Diois          | 14 mai 1920 (Décret),                                                  |
| Montréal                               | Montréal-les-Sources       | 14 mai 1920 (Décret),                                                  |
| Montségur                              | Montségur-sur-Lauzon       | 14 mai 1920 (Décret),                                                  |
| La Penne                               | La Penne-sur-l'Ouvèze      | 14 mai 1920 (Décret),                                                  |
| Pennes                                 | Pennes-le-Sec              | 14 mai 1920 (Décret),                                                  |
| Ravel                                  | Ravel-et-Ferriers          | 14 mai 1920 (Décret),                                                  |
| Rochefort                              | Rochefort-en-Valdaine      | 14 mai 1920 (Décret),                                                  |
| La Rochette                            | La Rochette-du-Buis        | 14 mai 1920 (Décret),                                                  |
| Romans                                 | Romans-sur-Isère           | 14 mai 1920 (Décret),                                                  |
| Saint-Dizier                           | Saint-Dizier-en-Diois      | 14 mai 1920 (Décret),                                                  |
| Saint-Donat                            | Saint-Donat-sur-l'Herbasse | 14 mai 1920 (Décret),                                                  |
| Saint-Ferréol                          | Saint-Ferréol-Trente-Pa    | 14 mai 1920 (Décret),                                                  |
| Saint-Gervais                          | Saint-Gervais-sur-Roubion  | 14 mai 1920 (Décret),                                                  |
| Onay                                   | Saint-Laurent-d'Onay       | 14 mai 1920 (Décret),                                                  |
| Saint-Maurice                          | Saint-Maurice-sur-Eygues   | 14 mai 1920 (Décret),                                                  |
| Saint-Pantaléon                        | Saint-Pantaléon-les-Vignes | 14 mai 1920 (Décret),                                                  |
| Saint-Sauveur                          | Saint-Sauveur-Gouvernet    | 14 mai 1920 (Décret),                                                  |
| Saint-Sorlin                           | Saint-Sorlin-en-Valloire   | 14 mai 1920 (Décret),                                                  |
| Saint-Thomas                           | Saint-Thomas-en-Royans     | 14 mai 1920 (Décret),                                                  |
| Sainte-Euphémie                        | Sainte-Euphémie-sur-Ouvèze | 14 mai 1920 (Décret),                                                  |
| Saulce                                 | Saulce-sur-Rhône           | 14 mai 1920 (Décret),                                                  |
| Vachères                               | Vachères-en-Quint          | 14 mai 1920 (Décret),                                                  |
| Vers                                   | Vers-sur-Méouge            | 14 mai 1920 (Décret),                                                  |
| Villebois                              | Villebois-les-Pins         | 14 mai 1920 (Décret),                                                  |
| Villefranche                           | Villefranche-le-Château    | 14 mai 1920 (Décret),                                                  |
| Vassieux                               | Vassieux-en-Vercors        | 4 décembre 1911 (Décret)                                               |
| Fiancey                                | Portes-lès-Valence         | 3 avril 1908 (Décret)                                                  |
| Montbrison                             | Montbrison-sur-Lez         | 10 novembre 1906 (Décret)                                              |
| Saint-Andéol-et-Saint-Étienne-en-Quint | Saint-Andéol-en-Quint      | 1906 ?                                                                 |
| Lachamp                                | La Coucourde               | 23 février 1898 (Décret)                                               |
| Châteauneuf-de-Mazenc                  | La Bégude-de-Mazenc        | 17 octobre 1894 (Décret)                                               |
| Chatuzange                             | Chatuzange-le-Goubet       | 2 avril 1892 (Décret)                                                  |
| Rac                                    | Malataverne                | 4 mai 1891 (Décret)                                                    |
| Lavache                                | Beauvallon                 | 12 novembre 1890 (Décret)                                              |
| Montbrun                               | Montbrun-les-Bains         | 30 juin 1887 (Décret)                                                  |
| Piégros                                | Piégros-la-Clastre         | 17 décembre 1872 (Décret)                                              |
| Le Buis                                | Buis-les-Baronnies         | 24 juillet 1850 (Décret)                                               |
| Saint-Vallier                          | Saint-Vallier-sur-Rhône    | 21 juillet 1848 (Arrêté)                                               |
| Le Péage-de-Pisançon                   | Bourg-de-Péage             | 1815                                                                   |
| Mirabel                                | Mirabel-et-Blacons         | 1806                                                                   |
| Bouvières-et-Guisans                   | Bouvières                  | 1800                                                                   |
| Serre                                  | Le Grand-Serre             | 1800                                                                   |
| Saint-Jean-d'Octavéon                  | Châtillon-Saint-Jean       | 1793                                                                   |
| Fritzlard                              | Les Granges-Gontardes      | 1793                                                                   |
| Barry-et-Vercheny                      | Vercheny                   | 1793                                                                   |

## Modifications des limites communales
Le plus souvent, les modifications des limites communales décidées par arrêtés préfectoraux ne sont pas répertoriées dans le Journal officiel ni dans le Bulletin officiel.
| La commune de ...                             | ... cède du territoire à la commune de ... | Précisions | Date (et nature) de la décision                 |
| --------------------------------------------- | ------------------------------------------ | --- | ----------------------------------------------- |
| Roynac                                        | Auriples                                   | 9 habitants Superficie de 9 ha 32 a 90 ca | 14 mai 1964 (Décret)                            |
| La Roche-sur-Grane                            | Roynac                                     | 6 habitants Superficie de 17 ha 58 a 50 ca | 18 janvier 1964 (Décret)                        |
| Cliousclat                                    | Saulce-sur-Rhône                           | 2 habitants | 24 décembre 1959 (Arrêté) 30 août 1960 (Arrêté) |
| Lapeyrouse-Mornay Épinouze                    | Épinouze Lapeyrouse-Mornay                 | Nouvelle limite constituée par le chemin communal qui va de la Maison Blanche aux Brosses                                                         | 4 décembre 1959 (Arrêté) 23 août 1960 (Arrêté)  |
| Vesc                                          | Bouvières                                  | | 30 décembre 1950 (Décret)                       |
| Savasse                                       | La Coucourde                               | Portions de Derbières et Lapras | 26 mars 1948 (Arrêté)                           |
| Aouste-sur-Sye                                | Mirabel-et-Blacons                         | Quartier de Bellevue | 17 septembre 1946 (Décret)                      |
| La Roche-de-Glun                              | Mauves (département de l'Ardèche)          | Section des Pierrelles | 26 mars 1938 (Loi)                              |
| Aurel                                         | Barsac                                     | Quartiers de Viopis, l'Hubac et la Touche | 27 janvier 1925 (Loi)                           |
| Saint-Montant (département de l'Ardèche)      | Donzère                                    | Îles du Bayard, de Margerie, Chastellas, Calameau et de la Conférence                                                                             | 17 avril 1867 (Loi)                             |
| Bourg-Saint-Andéol (département de l'Ardèche) | Donzère                                    | Îles du Bayard, de Margerie, Chastellas, Calameau et de la Conférence                                                                             | 17 avril 1867 (Loi)                             |
| Les Aubres                                    | Les Pilles                                 | Faubourg des Pilles | 22 avril 1865 (Loi)                             |
| Charmes                                       | Margès                                     | Section des Points | 6 juillet 1862 (Loi)                            |
| Montrigaud                                    | Saint-Christophe-de-Laris                  | Section de Charraix | 4 juin 1842 (Loi)                               |
| Grignan                                       | Grillon (département du Vaucluse)          | Limite fixée par la rivière Lez (restitution d’une enclave)                                                                                       | 30 octobre 1815 (Ordonnance)                    |
| Le Pouzin (département de l'Ardèche)          | Loriol                                     | Limite fixée par le milieu du Rhône. En conséquence, les terrains réclamés en rive gauche sont rattachés aux communes du département de la Drôme. | 17 mars 1809 (Décret)                           |
| Champagne (département de l'Ardèche)          | Albon                                      | Limite fixée par le milieu du Rhône. En conséquence, les terrains réclamés en rive gauche sont rattachés aux communes du département de la Drôme. | 17 mars 1809 (Décret)                           |
| Saint-Marcel (département de l'Ardèche)       | Pierrelatte                                | Limite fixée par le milieu du Rhône. En conséquence, les terrains réclamés en rive gauche sont rattachés aux communes du département de la Drôme. | 17 mars 1809 (Décret)                           |
| Bourg-Saint-Andéol (département de l'Ardèche) | Pierrelatte                                | Limite fixée par le milieu du Rhône. En conséquence, les terrains réclamés en rive gauche sont rattachés aux communes du département de la Drôme. | 17 mars 1809 (Décret)                           |
| Meysse (département de l'Ardèche)             | Savasse                                    | Limite fixée par le milieu du Rhône. En conséquence, les terrains réclamés en rive gauche sont rattachés aux communes du département de la Drôme. | 17 mars 1809 (Décret)                           |
| Cruas (département de l'Ardèche)              | Tulette                                    | Limite fixée par le milieu du Rhône. En conséquence, les terrains réclamés en rive gauche sont rattachés aux communes du département de la Drôme. | 17 mars 1809 (Décret)                           |
| Charmes (département de l'Ardèche)            | Étoile                                     | Limite fixée par le milieu du Rhône. En conséquence, les terrains réclamés en rive gauche sont rattachés aux communes du département de la Drôme. | 17 mars 1809 (Décret)                           |
| Beauchastel (département de l'Ardèche)        | Étoile                                     | Limite fixée par le milieu du Rhône. En conséquence, les terrains réclamés en rive gauche sont rattachés aux communes du département de la Drôme. | 17 mars 1809 (Décret)                           |
| La Voulte (département de l'Ardèche)          | Livron                                     | Limite fixée par le milieu du Rhône. En conséquence, les terrains réclamés en rive gauche sont rattachés aux communes du département de la Drôme. | 17 mars 1809 (Décret)                           |
| Mauves (département de l'Ardèche)             | La Roche-de-Glun                           | Limite fixée par le milieu du Rhône. En conséquence, les terrains réclamés en rive gauche sont rattachés aux communes du département de la Drôme. | 17 mars 1809 (Décret)                           |
| Glun (département de l'Ardèche)               | La Roche-de-Glun                           | Limite fixée par le milieu du Rhône. En conséquence, les terrains réclamés en rive gauche sont rattachés aux communes du département de la Drôme. | 17 mars 1809 (Décret)                           |
| Rochemaure (département de l'Ardèche)         | Ancône                                     | Limite fixée par le milieu du Rhône. En conséquence, les terrains réclamés en rive gauche sont rattachés aux communes du département de la Drôme. | 17 mars 1809 (Décret)                           |
| Baix (département de l'Ardèche)               | Mirmande                                   | Limite fixée par le milieu du Rhône. En conséquence, les terrains réclamés en rive gauche sont rattachés aux communes du département de la Drôme. | 17 mars 1809 (Décret)                           |
| Viviers (département de l'Ardèche)            | Châteauneuf-du-Rhône                       | Limite fixée par le milieu du Rhône. En conséquence, les terrains réclamés en rive gauche sont rattachés aux communes du département de la Drôme. | 17 mars 1809 (Décret)                           |
| Albon                                         | Anjou (département de l'Isère)             | Hameau des Clavettes | 15 septembre 1802 (Arrêté) (28 fructidor an 10) |